# Vilano Beach
Vilano Beach ist  ein census-designated place (CDP) im St. Johns County im US-Bundesstaat Florida mit 2.514 Einwohnern (Stand: 2020). 

## Geographie
Vilano Beach liegt auf einer Barriereinsel zwischen dem Atlantik und dem Intracoastal Waterway an der Ostküste Floridas. Der CDP grenzt im Südwesten direkt an die Stadt St. Augustine, liegt etwa 60 Kilometer südlich von Jacksonville und wird von der Florida State Road A1A durchquert. Mit dem Festland ist der Ort durch die Francis and Mary Usina Bridge verbunden.

## Demographische Daten
Laut der Volkszählung 2010 verteilten sich die damaligen 2678 Einwohner auf 1841 Haushalte. Die Bevölkerungsdichte lag bei 582,2 Einw./km². 96,1 % der Bevölkerung bezeichneten sich als Weiße, 0,4 % als Afroamerikaner, 0,6 % als Indianer und 1,0 % als Asian Americans. 0,8 % gaben die Angehörigkeit zu einer anderen Ethnie und 1,0 % zu mehreren Ethnien an. 3,8 % der Bevölkerung bestand aus Hispanics oder Latinos.
Im Jahr 2010 lebten in 19,0 % aller Haushalte Kinder unter 18 Jahren sowie 32,9 % aller Haushalte Personen mit mindestens 65 Jahren. 64,5 % der Haushalte waren Familienhaushalte (bestehend aus verheirateten Paaren mit oder ohne Nachkommen bzw. einem Elternteil mit Nachkomme). Die durchschnittliche Größe eines Haushalts lag bei 2,16 Personen und die durchschnittliche Familiengröße bei 2,57 Personen.
16,2 % der Bevölkerung waren jünger als 20 Jahre, 15,4 % waren 20 bis 39 Jahre alt, 35,7 % waren 40 bis 59 Jahre alt und 32,7 % waren mindestens 60 Jahre alt. Das mittlere Alter betrug 52 Jahre. 49,8 % der Bevölkerung waren männlich und 50,2 % weiblich.
Das durchschnittliche Jahreseinkommen lag bei 53.897 $, dabei lebten 11,4 % der Bevölkerung unter der Armutsgrenze.
Im Jahr 2000 war Englisch die Muttersprache von 97,59 % der Bevölkerung und Spanisch sprachen 2,41 %.